# Burbáguena
Burbáguena ist ein Ort und eine Gemeinde (municipio) mit nur noch 352 Einwohnern (Stand: 2024) im äußersten Norden der Provinz Teruel in der autonomen Region Aragonien im östlichen Zentrum von Spanien. Die Gemeinde gehört zur bevölkerungsarmen Serranía Celtibérica. 

## Lage und Klima
Burbáguena liegt in den Bergen der Sierra de Cucalón in ca. 815 m Höhe am Río Jiloca und ist ca. 78 km (Fahrtstrecke) in nordnordwestlicher Richtung von der Provinzhauptstadt Teruel entfernt. 
Das Klima ist trotz der Höhenlage gemäßigt bis warm; Regen (ca. 487 mm/Jahr) fällt übers Jahr verteilt.

## Bevölkerungsentwicklung
| Jahr      | 1970 | 1981 | 1991 | 2001 | 2011 | 2021 |
| Einwohner | 637  | 486  | 367  | 303  | 290  | 207  |

## Sehenswürdigkeiten

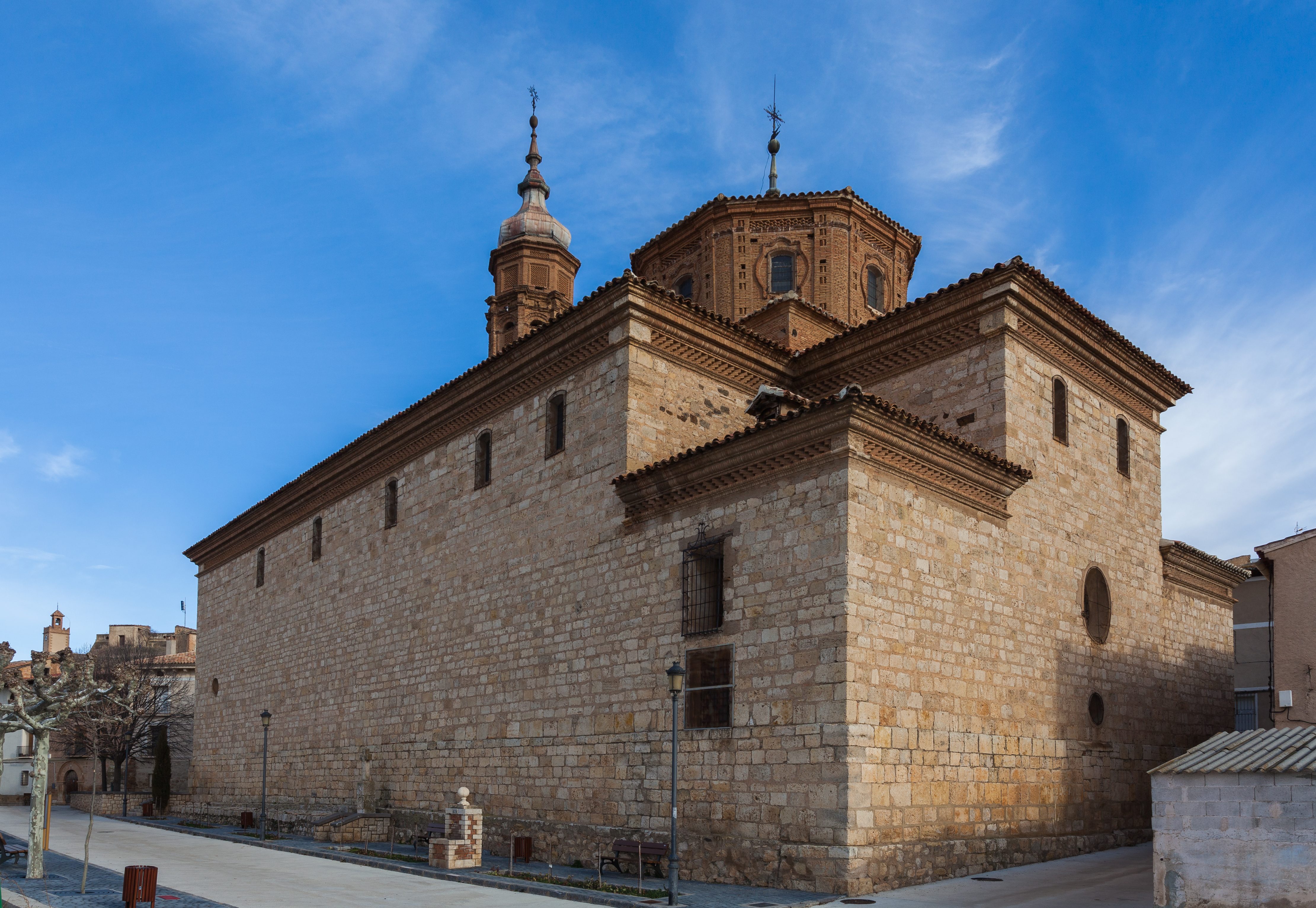
Kirche Mariä Engeln
- Peterskapelle
- Barnabaskapelle
- Nikolauskapelle

- Kirche Mariä Engeln

## Persönlichkeiten
- Mariano Navarro Rubio (1913–2001), Finanzminister